# Francesco Carafa
Francesco Carafa (fallecido en 1544) fue un prelado católico quién sirvió como arzobispo de Nápoles entre 1530 y 1544.

## Biografía
El 24 de enero de 1530, Francesco Carafa fue nombrado durante el papado de Clemente VII como arzobispo de Nápoles. Sirvió como arzobispo de Nápoles hasta su muerte el 30 de julio de 1544.